# Бассе, Мари Сенгор
Мари Сенгор Бассе (полное имя Мари-Тереза Камилла Сенгор Бассе, фр. Marie Thérèse Camille Senghor Basse; 1930 год, Рюфиск, Сенегал — 2019 год) — сенегальский врач, руководитель Центра защиты матери и ребёнка. С 1961 по 1966 год представляла Сенегал в Продовольственной и сельскохозяйственной организации ООН.

## Биография
Мари родилась в городе Рюфиск в одноимённом департаменте Сенегала. Она была племянницей первого президента Сенегала Леопольда Седар Сенгора. В 1957 году окончила медицинский факультет в Париже (Франция).
В 1958 году начала работать в больнице в Конакри (Гвинея), где проработала 2 года. Вернувшись в Сенегал она возглавила Центр защиты матери и ребёнка. С 1961 по 1966 год представляла Сенегал в Продовольственной и сельскохозяйственной организации ООН вместе с мужем Эдуардом Камилла Бассе. Затем она работала инспектором в медицинской школе Дакара.
В 1968 году Мари основала и стала директором Института пищевых технологий (l’Institut de Technologie Alimentaire). В институте она работала над исследованиями в области переработки зерновых, фруктов и овощей и продуктов животного происхождения. Она выступала на телевидении с пропагандой потребления продуктов «местного потребления».
Мари была одним из основателей сенегальской части организации Африканского культурного сообщества, которую создал нигерийский драматург Воле Шойинка.